# Internet Explorer for Xbox
Internet Explorer for Xbox是Xbox 360上的網頁瀏覽器。除了用傳統控制器控制外，更可用Kinect語音和Xbox SmartGlass串連技術控制，於2012年秋季推出。